# Liodrosophila spinata
Liodrosophila spinata är en tvåvingeart som beskrevs av Toyohi Okada 1974. Liodrosophila spinata ingår i släktet Liodrosophila och familjen daggflugor.
Artens utbredningsområde är Taiwan. Inga underarter finns listade i Catalogue of Life.